# Гетик (река)
Гетик (јерм. Գետիկ; „поточић“) је река у Јерменији, у марзу Гехаркуник, десна притока реке Агстев.
Извире на Севанским планинама, у близини врха Кашатах. Дужина тока је 48 km, просечан проток износи 2,95 m³/s, са просечним падом од 31,9 м/км. Припада сливу Каспијског језера. Има плувијално-нивални режим, са највишим водостајем у пролеће када проток достиже 10,5 m³/s.
У горњем делу тока на њеним обалама налази се град Чамбарак, док се дуж десне обале у доњем току простире Дилиџански национални парк.